# Стацьоне ФС (станция метро)
«Стацьо́не ФС» (итал. Stazione FS — Центральный вокзал) — станция метрополитена Катании. Расположена между станциями «Галатеа» и «Порто».
Открыта 27 июня 1999 года в составе первой очереди строительства метрополитена «Борго» — «Порто».
Находится рядом с центральным вокзалом города, по которому и получила название.
Конструкция станции представляла собой 1 изогнутую платформу с единственной колеёй.
Закрыта 20 декабря 2016 после открытия ответвления от станции «Галатеа» в сторону подземной станции «Джованни XXIII», расположенной у входа в Центральный вокзал.